# Edificios de la Avenida Blue Hill
Los edificios del 825 al 829 de la avenida Blue Hill, son edificios de apartamentos históricos en el barrio de Mattapan en Boston, Massachusetts. Las estructuras de mampostería de tres pisos fueron diseñadas por Samuel Levy y construidas en 1924 para Herman Barron, durante un período en el cual la población judía de Boston migró al área en grandes cantidades desde el centro de Boston. Los edificios ocupan un lote triangular en la esquina de la avenida Blue Hill y calle Calder. Ambas fachadas orientadas a la calle presentan alternancia de salientes y bahías empotradas, y están colocadas en un ladrillo flamenco de siete tramos. En la esquina, el edificio tiene dos fachadas de una sola bahía, una de las cuales alberga una entrada. Estas caras están adornadas con esquineros de esquina en concreto. Las entradas principales de los edificios se encuentran en la avenida Blue Hill, protegida por pórticos a dos aguas sostenidos por columnas toscanas.
Los edificios fueron incluidos en el Registro Nacional de Lugares Históricos en 2014.